# Peter Günter
Peter Günter (* 27. März 1960 in Heilbronn-Sontheim) ist ein deutscher Jurist und seit März 2010 Richter am Bundesgerichtshof.

## Leben
Nach Abschluss der juristischen Ausbildung war Peter Günter zunächst für knapp ein Jahr als Rechtsanwalt tätig. Er trat dann August 1991 in den höheren bayerischen Justizdienst ein, wo er als Staatsanwalt bei der Staatsanwaltschaft am Landgericht Würzburg tätig wurde. 1994 wurde er zum Staatsanwalt auf Lebenszeit ernannt. 1997 wechselte er in die Position eines Richters am Landgericht Würzburg. Er gehörte dort zwei Jahre unterschiedlichen Zivilkammern des Landgerichtes Würzburg an. Ab 1999 war er hauptamtlicher Leiter von Referendarsarbeitsgemeinschaften und war 2004 bis 2009 verantwortlicher Ausbildungsleiter. Im Oktober 2004 wurde er zum Richter am Oberlandesgericht Bamberg ernannt und gehörte ab 2006 zwei Zivilsenaten des Oberlandesgerichtes an. Am 1. März 2010 wurde er Richter am Bundesgerichtshof und wurde dem XII. Zivilsenat des Bundesgerichtshofes zugeteilt, aus dem Johann Fuchs ausschied.